# Unga Ltd
Unga Ltd (Unga Limited) ist ein Verwaltungsbezirk (Ward) des Distrikts Arusha (CC) in der tansanischen Region Arusha.

## Geografie
Unga Ltd liegt im Norden von Tansania. Er ist ein Bezirk südlich des Zentrums von Arusha, in dem auch der Bahnhof liegt. Bei der Volkszählung 2022 lebten hier 14.006 Menschen in 4723 Haushalten.

## Gliederung
Der Bezirk besteht aus sechs Stadtteilen (Mtaa):

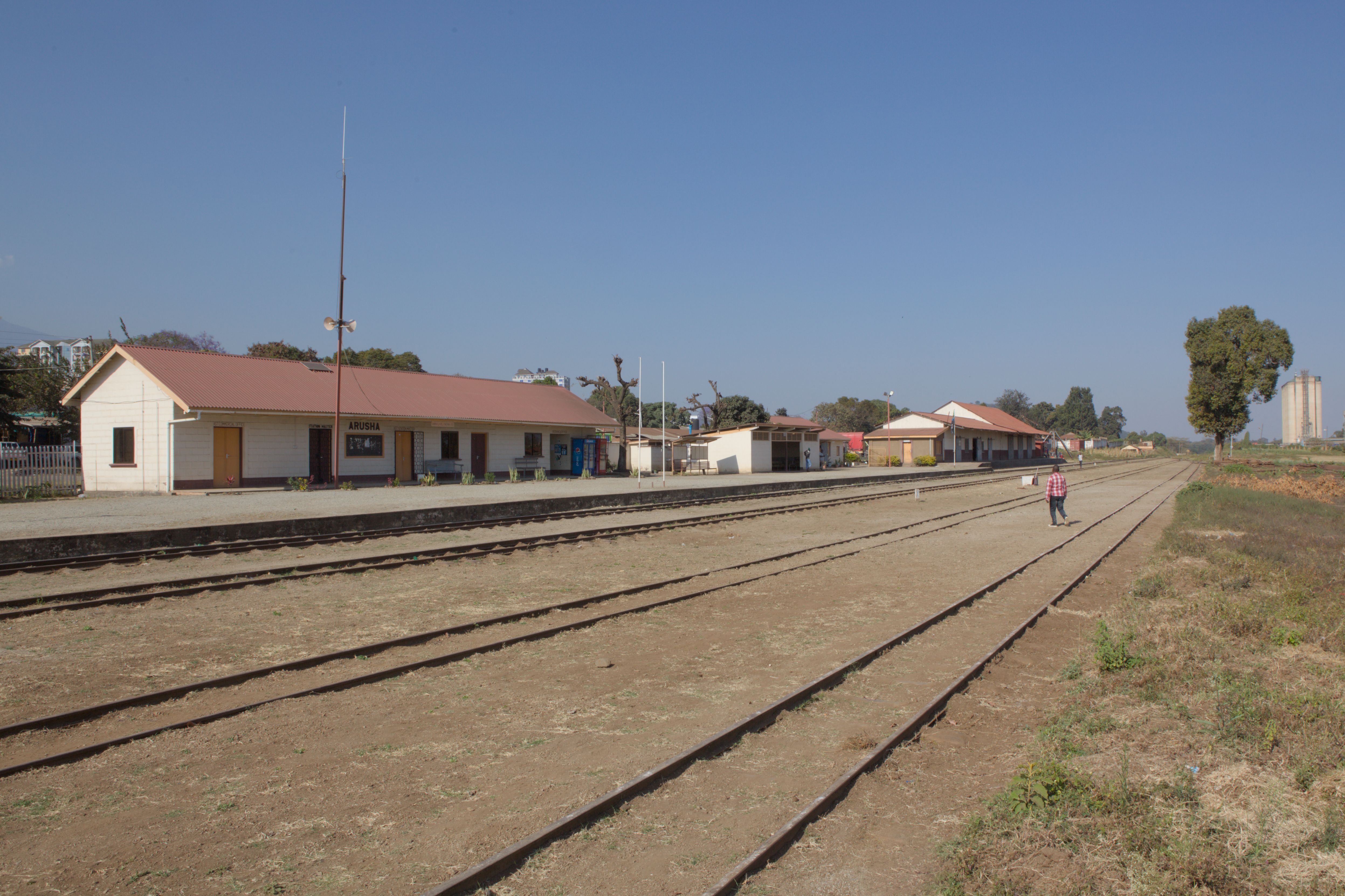
Bahnhof Arusha

- Esso
- Viwandani
- Makaburi ya Baniani
- Tindiga
- Darajani
- Osterbay

## Wirtschaft und Infrastruktur
- Bahnhof: In Unga befindet sich der Bahnhof von Arusha.[3] Hier fahren jeweils am Dienstag und am Samstag Personenzüge über Moshi nach Daressalam (Stand 2024).[6]